# Aloe eminens
Aloe eminens ist eine Pflanzenart der Gattung der Aloen in der Unterfamilie der Affodillgewächse (Asphodeloideae). Das Artepitheton eminens stammt aus dem Lateinischen und bedeutet ‚herausragend‘.

## Beschreibung

### Vegetative Merkmale
Aloe eminens wächst stammbildend und ist unregelmäßig verzweigt. Die aufrechten Stämme sind bis zu 15 Meter lang und erreichen an ihrer Basis einen Durchmesser von 15 Zentimeter. Die 16 bis 20 dreieckig-stumpfen, tief rinnigen und zurückgebogenen Laubblätter bilden Rosetten. Die trübgrüne Blattspreite ist 40 bis 45 Zentimeter lang und 5 bis 8 Zentimeter breit. Die Blattoberfläche ist glatt. Die stumpfen, weißen Zähne am schmalen, weißen, knorpeligen Blattrand sind 2 bis 3 Millimeter lang und stehen 3 bis 5 Millimeter voneinander entfernt. Zur Blattspitze hin werden sie kleiner und unbedeutend. An den obersten 4 bis 5 Zentimetern sind jedoch gehäuft winzige kurze Zähne vorhanden.

### Blütenstände und Blüten
Der Blütenstand besteht aus drei bis fünf Zweigen und ist 50 bis 60 Zentimeter lang. Die ziemlich dichten, zylindrisch spitz zulaufenden Trauben sind 16 Zentimeter lang und 8 bis 9 Zentimeter breit. Die deltoiden Brakteen weisen eine Länge von 6 Millimeter auf und sind 3 Millimeter breit. Die roten Blüten stehen an 10 Millimeter langen Blütenstielen. Die Blüten sind 40 Millimeter lang und an ihrer Basis gerundet. Auf Höhe des Fruchtknotens weisen sie einen Durchmesser von 12 Millimeter auf. Darüber sind sie zu ihrer Mündung hin leicht verengt. Ihre äußeren  Perigonblätter sind auf einer Länge von 32 Millimetern nicht miteinander verwachsen. Die Staubblätter und der Griffel ragen 3 bis 5 Millimeter aus der Blüte heraus.

## Systematik, Verbreitung und Gefährdung
Aloe eminens ist in Somalia auf bewaldeten Hängen in Höhenlagen von 1550 bis 1830 Metern verbreitet.
Die Erstbeschreibung durch Gilbert Westacott Reynolds und Peter René Oscar Bally wurde 1958 veröffentlicht. Ein Synonym ist Aloidendron eminens (Reynolds & P.R.O.Bally) Klopper & Gideon F.Sm. (2013).
Aloe eminens wird in der Roten Liste gefährdeter Arten der IUCN als „Near Threatened (NT)“, d. h. gering gefährdet, eingestuft.

## Nachweise